# إيفرتون كامارغو
إيفرتون كامارغو هو لاعب كرة قدم برازيلي في مركز الهجوم، ولد في 25 مايو 1991 في البرازيل. لعب مع نادي إيسترن سبورتس.

## وصلات خارجية
- إيفرتون كامارغو على موقع قاعدة بيانات كرة القدم.إي يو (الإنجليزية)
- إيفرتون كامارغو على موقع ناشيونال فوتبول تيمز (الإنجليزية)
- إيفرتون كامارغو على موقع Soccerway.com (الإنجليزية)
- إيفرتون كامارغو على موقع عالم كرة القدم.نت (الإنجليزية)